# TBS火曜7時枠の連続ドラマ
TBS火曜7時枠の連続ドラマ（ティービーエスかようしちじわくのれんぞくドラマ）は、過去4期に渡って、KRT→TBS系列の火曜19時00分 - 19時30分（JST）に放送されたテレビドラマ枠の名称である。
なお中断中や後身のアニメについては、

## 概要
初作品はミッキー・カーチス主演の『駆け出せミッキー』。その後は当時ネットの朝日放送制作『ダイラケ二等兵』や、海外作品の名作『うちのママは世界一』を放送、そして『おくさまは18歳』から始まった「岡崎友紀ライトコメディシリーズ」は一番の人気となる。
1975年9月23日終了の坂口良子主演『幸福ゆき』で事実上ドラマは終了した。
なお、関西圏のネット局は『家なき子』までは朝日放送だったが、最終作『幸福ゆき』は腸捻転解消により、毎日放送となった。

## 作品リスト

### 第1期
- 駆け出せミッキー（1959年8月11日 - 1960年4月26日）
- 金語楼劇場（1960年5月3日 - 1960年9月27日）
- そんなとき私は（1960年10月4日 - 同年12月）※30分繰下げ
- ダイラケ二等兵（1961年1月3日 - 3月7日）※朝日放送制作。月曜18:15から移動、その後は月曜21:15に移動。

### 第2期
- うちのママは世界一（1961年5月 - 1963年8月20日）※ここから海外作品。

### 第3期
- パパとボクで一人前（1964年10月27日 - 1965年4月27日）※ここまで海外作品。

### 第4期
- おくさまは18歳（1970年9月29日 - 1971年9月28日）
- なんたって18歳!（1971年10月5日 - 1972年9月26日）
- 赤い靴（1972年10月3日 - 1973年9月25日）
- ラブラブライバル（1973年10月2日 - 1974年3月26日）
- ニセモノご両親（1974年4月2日 - 8月27日）
- 家なき子（坂口良子版）（1974年9月3日 - 1975年3月25日）
- 幸福ゆき（1975年4月8日 - 9月23日）

## 参考資料
キー局番組編成変遷ひょ～　他